# Star Channel (Japón)
Star Channel es una familia de canales de  televisión premium japonés operados por Star Channel, Inc. (en japonés: 株式会社スター・チャンネル). Star Channel ofrece principalmente películas y series de televisión realizadas fuera de Japón, en 3 canales de alta definición, disponibles en plataformas de satélite, cable e IPTV. A partir de 2021, el canal es actualmente propiedad de Tohokushinsha Film.
Star Channel comenzó a transmitir las 24 horas utilizando satélites de comunicación japoneses en julio de 1992.

## Historia
Star Channel se fundó como una empresa privada en 1986.
En 1992, los propietarios de Star Channel eran United International Pictures y un distribuidor local especializado en películas del oeste.
Anteriormente, cada 25% de la participación de la empresa era propiedad de Itochu, 21st Century Fox (anteriormente como News Corporation Original), Sony Pictures y Tohokushinsha Film, pero a partir de 2018, 21st Century Fox vendió su participación en la empresa a Tohokushinsha. Posteriormente, Sony Pictures se deshizo de la empresa en 2019.

## Canales
- Star Channel 1 (anteriormente Star Channel y Star Channel Hi-Vision): el canal principal se lanzó el 1 de julio de 1986. Su canal de transmisión simultánea HD se denominó por separado como Star Channel Hi-Vision, pero la marca se eliminó con el cambio de marca el 1 de octubre de 2011 de canales. Star Channel pasó a llamarse Star Channel 1 el 1 de octubre de 2011. Está previsto que Star Channel 1 pase a llamarse Star Channel el 1 de junio de 2024.
- Star Channel 2 (anteriormente Star Channel Plus del 1 de noviembre de 2001 al 30 de septiembre de 2011): este canal se lanzó el 1 de junio de 1998. el canal cerrará el 31 de mayo de 2024.
- Star Channel 3 (anteriormente Star Channel Classic del 1 de noviembre de 2001 al 30 de septiembre de 2011): este canal se lanzó el 1 de junio de 1998. el canal cerrará el 31 de mayo de 2024.